# Liste der Bodendenkmale in Mühlenbecker Land
Die Liste der Bodendenkmale in Mühlenbecker Land enthält alle Bodendenkmale der brandenburgischen Gemeinde Mühlenbecker Land. Grundlage ist die Veröffentlichung der Landesdenkmalliste mit dem Stand vom 31. Dezember 2020. Die Baudenkmale sind in der Liste der Baudenkmale in Mühlenbecker Land aufgeführt.

## Mühlenbeck
| Gemarkung                     | Flur     | Kurzansprache                                                                       | Bodendenkmalnummer | Bemerkung | Bild |
| ----------------------------- | -------- | ----------------------------------------------------------------------------------- | ------------------ | --------- | ---- |
| Mühlenbeck (Lage)             | 17       | Siedlung Bronzezeit                                                                 | 40672              |           |      |
| Mühlenbeck (Lage)             | 8        | Siedlung Bronzezeit, Siedlung Eisenzeit                                             | 70037              |           |      |
| Mühlenbeck (Lage)             | 2, 7, 18 | Siedlung Steinzeit                                                                  | 70071              |           |      |
| Mühlenbeck (Lage)             | 7        | Siedlung Bronzezeit                                                                 | 70072              |           |      |
| Mühlenbeck (Lage)             | 2        | Gräberfeld Bronzezeit                                                               | 70073              |           |      |
| Mühlenbeck (Lage)             | 2        | Hügelgrab Bronzezeit, Gräberfeld Bronzezeit                                         | 70074              |           |      |
| Mühlenbeck (Lage)             | 2        | Rast- und Werkplatz Steinzeit, Siedlung Bronzezeit, Siedlung slawisches Mittelalter | 70075              |           |      |
| Mühlenbeck (Lage)             | 4        | Gräberfeld Bronzezeit                                                               | 70076              |           |      |
| Mühlenbeck (Lage)             | 4        | Siedlung Urgeschichte                                                               | 70077              |           |      |
| Mühlenbeck (Lage)             | 8        | Siedlung Bronzezeit                                                                 | 70078              |           |      |
| Mühlenbeck (Lage)             | 4        | Siedlung Urgeschichte, Siedlung Bronzezeit, Dorfkern Mittelalter, Dorfkern Neuzeit  | 70094              |           |      |
| Mühlenbeck (Lage)             | 6        | Dorfkern Mittelalter, Dorfkern Neuzeit                                              | 70095              |           |      |
| Mühlenbeck (Lage)             | 14, 15   | Wüstung deutsches Mittelalter, Siedlung slawisches Mittelalter, Siedlung Bronzezeit | 70283              |           |      |
| Mühlenbeck (Lage)             | 8        | Mühle deutsches Mittelalter, Mühle Neuzeit                                          | 70287              |           |      |
| Mühlenbeck (Lage)             | 2, 3     | Gräberfeld Bronzezeit                                                               | 70419              |           |      |
| Mühlenbeck (Lage)             | 5, 7     | Siedlung Bronzezeit                                                                 | 70521              |           |      |
| Mühlenbeck (Lage)             | 9        | Militaria Neuzeit                                                                   | 70572              |           |      |
| Mühlenbeck, Schönfließ (Lage) | 1, 4     | Siedlung Steinzeit, Siedlung römische Kaiserzeit                                    | 70089              |           |      |

## Schildow
| Gemarkung                   | Flur     | Kurzansprache | Bodendenkmalnummer | Bemerkung | Bild |
| --------------------------- | -------- | --- | ------------------ | --------- | ---- |
| Schildow (Lage)             | 1        | Siedlung Neolithikum, Siedlung Bronzezeit                                                                                  | 70063              |           |      |
| Schildow (Lage)             | 10       | Siedlung Urgeschichte | 70064              |           |      |
| Schildow (Lage)             | 18       | Rast- und Werkplatz Steinzeit                                                                                              | 70065              |           |      |
| Schildow (Lage)             | 18       | Rast- und Werkplatz Steinzeit                                                                                              | 70066              |           |      |
| Schildow (Lage)             | 5        | Siedlung Neolithikum, Siedlung Bronzezeit, Siedlung Eisenzeit                                                              | 70067              |           |      |
| Schildow (Lage)             | 3        | Rast- und Werkplatz Mesolithikum                                                                                           | 70068              |           |      |
| Schildow (Lage)             | 6        | Siedlung Urgeschichte, Wüstung deutsches Mittelalter                                                                       | 70069              |           |      |
| Schildow (Lage)             | 12, 13   | Dorfkern Neuzeit, Dorfkern Mittelalter, Siedlung Ur- und Frühgeschichte                                                    | 70079              |           |      |
| Schildow, Schönfließ (Lage) | 17, 1, 2 | Siedlung Bronzezeit, Gräberfeld römische Kaiserzeit, Befestigung Bronzezeit, Hort Bronzezeit, Siedlung römische Kaiserzeit | 70050              |           |      |

## Schönfließ
| Gemarkung                     | Flur | Kurzansprache | Bodendenkmalnummer | Bemerkung | Bild |
| ----------------------------- | ---- | --- | ------------------ | --------- | ---- |
| Schönfließ (Lage)             | 3    | Gräberfeld Bronzezeit | 70080              |           |      |
| Schönfließ (Lage)             | 3    | Siedlung Urgeschichte | 70081              |           |      |
| Schönfließ (Lage)             | 2, 3 | Siedlung Urgeschichte, Gräberfeld Bronzezeit                                                                                        | 70082              |           |      |
| Schönfließ (Lage)             | 1    | Rast- und Werkplatz Steinzeit, Siedlung römische Kaiserzeit                                                                         | 70083              |           |      |
| Schönfließ (Lage)             | 2    | Siedlung Neolithikum, Siedlung Bronzezeit                                                                                           | 70084              |           |      |
| Schönfließ (Lage)             | 2    | Siedlung Urgeschichte | 70085              |           |      |
| Schönfließ (Lage)             | 2    | Siedlung Bronzezeit | 70086              |           |      |
| Schönfließ (Lage)             | 2    | Siedlung Bronzezeit, Siedlung slawisches Mittelalter                                                                                | 70087              |           |      |
| Schönfließ (Lage)             | 2    | Siedlung römische Kaiserzeit | 70088              |           |      |
| Mühlenbeck, Schönfließ (Lage) | 1, 4 | Siedlung Steinzeit, Siedlung römische Kaiserzeit                                                                                    | 70089              |           |      |
| Schönfließ (Lage)             | 2    | Siedlung Bronzezeit | 70090              |           |      |
| Schönfließ (Lage)             | 1, 3 | Siedlung Urgeschichte | 70091              |           |      |
| Schönfließ (Lage)             | 1, 3 | Kirche deutsches Mittelalter, Dorfkern deutsches Mittelalter, Dorfkern deutsches Mittelalter, Dorfkern Neuzeit, Siedlung Bronzezeit | 70092              |           |      |

## Zühlsdorf
| Gemarkung        | Flur | Kurzansprache                          | Bodendenkmalnummer | Bemerkung | Bild |
| ---------------- | ---- | -------------------------------------- | ------------------ | --------- | ---- |
| Zühlsdorf (Lage) | 2, 8 | Dorfkern Mittelalter, Dorfkern Neuzeit | 70100              |           |      |
| Zühlsdorf (Lage) | 7    | Rast- und Werkplatz Steinzeit          | 70101              |           |      |
| Zühlsdorf (Lage) | 7    | Rast- und Werkplatz Steinzeit          | 70102              |           |      |